# Garota de Ipanema
Garota de Ipanema ('meisje uit Ipanema') of The Girl from Ipanema is een van de bekendste nummers van de bossanova-muziekstijl.

## Geschiedenis

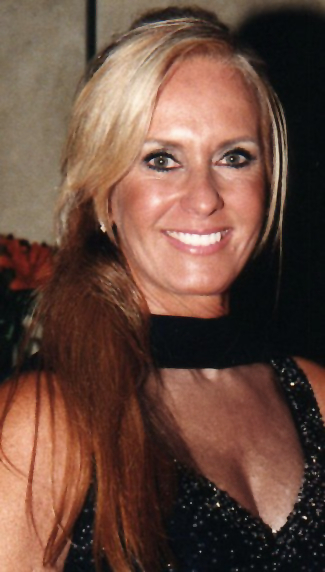
Heloísa (Helô) Pinheiro in 2006

De muziek werd geschreven door Antônio (Tom) Carlos Jobim en de tekst door Vinicius de Moraes in 1962. Zij zaten vaak op het terras van de bar Veloso in de wijk Ipanema van Rio de Janeiro en werden geïnspireerd door een meisje dat vrijwel dagelijks voorbijkwam.
Dat meisje was Heloísa ("Helô") Eneida Menezes Pais Pinto, geboren op 7 juli 1943. Ze woonde aan de Rua Montenegro nummer 22 en kwam er pas twee jaar later achter dat zij de inspiratiebron was geweest voor het lied. Later waren Tom Jobim en zijn vrouw Teresa getuigen bij het huwelijk van Heloísa. De bar heet thans Garota de Ipanema.
De eerste commerciële opname van dit nummer was in 1962, door Pery Ribeiro. De bekendste versie, die door Astrud Gilberto is uitgevoerd samen met João Gilberto en jazzsaxofonist Stan Getz, van de elpee Getz/Gilberto uit 1962, werd een wereldwijde hit. Deze opname is vaak gebruikt in verschillende films en wordt ook nog regelmatig gebruikt als 'elevator music' (muzak).
De song werd door bijzonder veel internationale artiesten opgenomen, in diverse talen; de Engelstalige versie, tekst geschreven door Norman Gimbel, onder anderen door Frank Sinatra. The Girl from Ipanema zou volgens de website van Helô Pinheiro het op een na meest opgenomen populaire lied in de geschiedenis zijn, na Yesterday van The Beatles.
In 2005 werd The Girl from Ipanema door de Library of Congress uitgeroepen tot een van de 50 grootste muziekwerken van de mensheid.

## Evergreen Top 1000
| Evergreen Top 1000 "The Girl From Ipanema" | Evergreen Top 1000 "The Girl From Ipanema" | Evergreen Top 1000 "The Girl From Ipanema" | Evergreen Top 1000 "The Girl From Ipanema" | Evergreen Top 1000 "The Girl From Ipanema" | Evergreen Top 1000 "The Girl From Ipanema" | Evergreen Top 1000 "The Girl From Ipanema" | Evergreen Top 1000 "The Girl From Ipanema" | Evergreen Top 1000 "The Girl From Ipanema" | Evergreen Top 1000 "The Girl From Ipanema" | Evergreen Top 1000 "The Girl From Ipanema" |
| Jaar                                       | 2008                                       | 2009                                       | 2010                                       | 2011                                       | 2012                                       | 2013                                       | 2014                                       | 2015                                       | 2016                                       | 2017                                       |
| ------------------------------------------ | ------------------------------------------ | ------------------------------------------ | ------------------------------------------ | ------------------------------------------ | ------------------------------------------ | ------------------------------------------ | ------------------------------------------ | ------------------------------------------ | ------------------------------------------ | ------------------------------------------ |
| Antonio Carlos Jobim & Frank Sinatra       | 232                                        | 998                                        | -                                          | -                                          | 492                                        | -                                          | -                                          | -                                          | -                                          | -                                          |
| Astrud Gilberto & Stan Getz                | 463                                        | 264                                        | 445                                        | 438                                        | -                                          | 504                                        | 392                                        | 446                                        | 529                                        | 812                                        |

## NPO Radio 2 Top 2000
| Nummer met noteringen in de NPO Radio 2 Top 2000 | '99 | '00 | '01 | '02 | '03 | '04 | '05 | '06 | '07 | '08 | '09  | '10  | '11  | '12  | '13  | '14  |
| ------------------------------------------------ | --- | --- | --- | --- | --- | --- | --- | --- | --- | --- | ---- | ---- | ---- | ---- | ---- | ---- |
| The Girl from Ipanema (Astrud Gilberto)          | 548 | -   | 887 | 433 | 642 | 724 | 827 | 919 | 854 | 773 | 1646 | 1477 | 1799 | 1891 | 1766 | 1877 |

1. ↑  Een '-' betekent dat het nummer niet was genoteerd en een vetgedrukt getal geeft de hoogste notering aan.
2. ↑  Deze tabel is bijgewerkt tot en met de laatste editie (2024).

## Trivia
- In 2001 werd Helô Pinheiro in rechte aangesproken door de erven van Moraes omdat zij een boetiek met strandkleding had geopend onder de bedrijfsnaam Garota de Ipanema. Het verslag van een in 1965 door Moraes gehouden persconferentie bewees dat hij Helô als Garota de Ipanema had betiteld, maar de eisers meenden dat de omstandigheid dat Helô het bedoelde meisje was, haar nog niet het recht op de naam verleende. Helô werd echter door de rechter in het gelijk gesteld.[1]
- The Girl from Ipanema was in 2002 het eerste nummer dat door de toen 18-jarige Amy Winehouse voor haar eerste cd Frank werd opgenomen. Daar is het echter niet op terechtgekomen. Wel verscheen deze versie in december 2011 op de postuum uitgebrachte cd Lioness: Hidden Treasures.